# 馬龍尼禮天主教聖保羅黎巴嫩聖母教區
馬龍尼禮天主教聖保羅黎巴嫩聖母教區（拉丁語：Eparchia Dominae Nostrae Libanensis Sancti Pauli Maronitarum）是一個位於巴西的東儀天主教教區（馬龍尼禮教會），屬聖保羅總教區。
教區成立於1971年11月29日（自巴西東方禮教長區），2009年有470,000名教友、十四名司鐸、十四個堂區。現任教區主教為埃德加·馬迪。